# 三好真
三好 真（みよし まこと、1987年12月29日 - ）は、日本の起業家、元俳優・タレント、元関西ジャニーズJr.。
当時はワタナベエンターテインメント所属。

## 略歴・人物
- 兵庫県出身。身長176cm、体重69kg。血液型B型[要出典]。
- 2004年2月からジャニーズ事務所に所属し、関西ジャニーズJr.として活動していた[要出典]。
- 2006年8月、JUNON グランプリ 最終審査辞退[要出典]。『D-BOYS 第3回オーディション』でsmart賞を獲得し[2]、同年9月からワタナベエンターテインメントの若手俳優部門に所属。
- 2010年4月、慶應義塾大学環境情報学部入学。
- 2011年11月、OB訪問サービス『ヒルカツ』を創業、売却。
- 2012年12月、『大学生OF THE YEAR 2012 ビジネス部門』で準グランプリを獲得 [1]。
- 2013年3月、慶應義塾大学による表彰『KEIO SFC AWARD』を獲得[3]。
- 2018年9月、株式会社Spotechを創業、同社、代表取締役CEOに就任[4]。

## 出演

### テレビドラマ
- 働きマン（2007年、日本テレビ）- 新入社員 役
- 再婚一直線!（2008年、TBS）- 高橋亮 役

### WEBドラマ
- 恋のパラドラ 第5話（2008年） - 北岡聡 役

### DVDドラマ
- ウルトラマンメビウス外伝 アーマードダークネス（2008年） - ハルザキ・カナタ 役

### 映画
- 僕らの方程式（2008年10月）- 高校生 役

### 舞台
- DREAM BOY（2004年5月、梅田コマ劇場）
- 関ジャニ8 サマースペシャル“サマー・ストーム”（2004年8月7日 - 29日、大阪松竹座、33公演）
- D-BOYS STAGE vol.1 〜完売御礼〜（2007年）
- D-BOYS STAGE vol.2　ラストゲーム〜最後の早慶戦〜（2008年）